# CBM LMB
Le CBM LMB est un autobus fabriqué de 1979 à 1983 par le constructeur CBM au Mans et sera construit en 2 longueurs : 11 et 12 mètres.

## Les différentes versions

### LMB 11
Version de 11 mètres.

### LMB 12
Version de 12 mètres avec deux essieux arrière.

## Commercialisation
| Lieux | Réseaux | Versions | Quantités | Mises en service | Observations - Particularités |
| ----- | ------- | -------- | --------- | ---------------- | ----------------------------- |
| Lille | CGIT    | LMB 11   |           |                  |                               |